# VMware Fusion
VMware Fusion é um software hipervisor desenvolvido pela VMware para computadores Macintosh. O VMware Fusion permite que Macs baseados em Intel executem sistemas operacionais como Microsoft Windows, Linux, NetWare ou Solaris em máquinas virtuais, juntamente com o sistema operacional Mac OS X usando uma combinação de paravirtualização, virtualização de hardware e recompilação dinâmica.

## Visão geral
O VMware Fusion, possibilitado pela transição Apple-Intel, marcou a primeira entrada da VMware na virtualização x86 baseada em Macintosh. O VMware Fusion usa o Intel VT presente na platforma Intel Core. Grande parte da tecnologia subjacente no VMware Fusion é herdada de outros produtos da VMware, como VMware Workstation, permitindo que o VMware Fusion ofereça recursos como 64-bit e suporte ao Multiprocessamento simétrico da primeira versão beta em diante.
O VMware Fusion 1.0 foi lançado em 6 de agosto de 2007, exatamente um ano depois de ser anunciado.

## Requisitos de sistema
- Qualquer Mac Intel com capacidade x86-64 lançado em 2012 ou mais recente
- 4 GB de RAM (mínimo)
- 750 MB de espaço livre em disco
- 5 GB de espaço livre em disco para cada máquina virtual (recomenda-se 10 GB ou mais)
- macOS 10.15 Catalina ou superior[4]
- Mídia de instalação do sistema operacional para máquinas virtuais
- Opcional: nVidia GeForce 8600M, ATI Radeon HD 2600 ou melhor para suporte ao Windows Aero